# Enno Poppe
Enno Poppe (* 30. Dezember 1969 in Hemer/Sauerland) ist ein deutscher Komponist und Dirigent. Er gehört zu den wichtigsten jüngeren Vertretern Neuer Musik. 

## Leben
Sein Vater, Rudolf Poppe, war Musik- und Mathematiklehrer am Friedrich-Leopold-Woeste-Gymnasium in Hemer. Enno Poppe komponierte bereits als Jugendlicher und gewann mehrfach den Wettbewerb „Jugend komponiert“. Er studierte Komposition und Dirigieren an der Universität der Künste Berlin, u. a. bei Friedrich Goldmann, Gösta Neuwirth und Carl August Bünte. Weitere Studien führten ihn an das Zentrum für Kunst und Medientechnologie in Karlsruhe. 
Seit 1998 leitet er das auf die Interpretation Neuer Musik spezialisierte ensemble mosaik in Berlin. Von 2002 bis 2004 hatte er einen Lehrauftrag an der Hochschule für Musik „Hanns Eisler“ Berlin. Kompositionsaufträge erhielt er unter anderem von den Salzburger Festspielen, den Berliner Festwochen, dem Ensemble intercontemporain, der Jungen Deutschen Philharmonie, vom Ensemble Modern, dem Klangforum Wien, vom Ensemble musikFabrik, dem WDR, dem SWR für die Donaueschinger Musiktage und die Schwetzinger SWR Festspiele sowie vom BR.
Seit 2008 ist Enno Poppe Mitglied der Akademie der Künste und seit 2009 Mitglied der Nordrhein-Westfälischen Akademie der Wissenschaften und der Künste. Im Jahre 2012 übernahm er den stellvertretenden Vorsitz der AdK-Sektion Musik.

## Auszeichnungen
- 1998: Boris-Blacher-Preis
- 2001: Kompositionspreis der Stadt Stuttgart
- 2002: Busoni-Kompositionspreis der Akademie der Künste, Berlin
- 2002/03: Stipendium der Akademie Schloss Solitude
- 2004: Förderpreis des Ernst von Siemens Musikpreises
- 2005: Schneider-Schott-Musikpreis Mainz
- 2006: Stipendium der Villa Sepentara[2]
- 2008: Mitglied der Akademie der Künste[3]
- 2009: Mitglied der Nordrhein-Westfälischen Akademie der Wissenschaften und der Künste[4]
- 2010: Mitglied der Bayerischen Akademie der Schönen Künste[5]
- 2013: Hans-Werner-Henze-Preis[6]
- 2016: Deutscher Musikautorenpreis

## Kompositionen (Auswahl)

### Vokalkompositionen, Bühnenwerke
- Bastard (1999) für Sopran, Bariton und präpariertes Klavier
- Interzone (2002-04). Lieder und Bilder für sechs Stimmen, Ensemble und Elektronik. Text: Marcel Beyer. Video und Bühne: Anne Quirynen. UA 2004, Berliner Festspiele
- Wespe (2005) für Stimme solo. Text: Marcel Beyer
- Gold (2006) für 32-stimmigen gemischten Chor. Texte: Arno Holz. UA 2007 Stuttgart
- Abend (2007) für vier Männerstimmen und vier Posaunen. Text: Marcel Beyer. UA 2007 Berlin
- Drei Arbeiten für Bariton, Horn, Klavier und Schlagzeug (2007) Text: Marcel Beyer. UA 2007 Berlin
- Arbeit Nahrung Wohnung. Bühnenmusik für 14 Herren (2006/07). Libretto: Marcel Beyer. UA 2008, Münchener Biennale
- IQ (2012). Libretto: Marcel Beyer. UA: 27. April 2012, Schwetzinger Festspiele
- Ich kann mich an nichts erinnern (2015). Libretto: Marcel Beyer. UA: 8. Mai 2015, Musica Viva (München)

### Kammermusik, Ensemblewerke
- Familien-Bild/Klavierkonzert (1993/99) für Klavier und Ensemble
- 17 Etüden für die Violine, 2. Heft (1993)
- 28.I.94 (1994) für Klavier und Orgel
- Knabenträume (1995) für Ensemble
- 27.XI.95 (1995) für Gitarre
- Thema mit 840 Variationen (1993/97) für Klavier
- Gelöschte Lieder (1996-99) für Flöte, Klarinette, Geige, Cello und Klavier
- Knochen (1999/2000) für Ensemble
- Holz (1999/2000) für Klarinette und kleines Ensemble 
  - Holz Solo (2000/04) für Klarinette oder Fagott
- Scherben (2000/04) für Ensemble
- Öl (2001-04) für Ensemble 
  - Öl 1 (2001) für Ensemble
  - Wand (Öl 2) (2002/04) für Ensemble
- Herz (2002) für Violoncello
- Tier (2002) für Streichquartett
- Rad (2003) für zwei Keyboards
- Scherben (2004) für Kammerensemble
- Trauben (2004) für Violine, Cello und Klavier
- Salz (2005) für Ensemble
- Brot (2007/13) für fünf Instrumentalisten
- Zug (2008) für sieben Blechbläser
- Schrank (2009) für neun Musiker
- Tonband (2009) für zwei Keyboarder, zwei Schlagzeuger und Live-Elektronik
- Wald (2010) für vier Streichquartette
- Speicher I (2010) für großes Ensemble
- Speicher IV (2010) für großes Ensemble
- Koffer (2011/12) für Ensemble
- Speicher III (2012) für Ensemble
- Speicher V (2012) für großes Ensemble
- Speicher II (2013) für großes Ensemble
- Speicher VI (2013) für großes Ensemble
- Speicher (2008-13) für großes Ensemble (Zyklus)
- Tonband (2008/13) für zwei Schlagzeuger, zwei Keyboards und Live-Elektronik
- Stoff (2015) für neun Spieler
- Fleisch (2017) für Saxophon, E-Gitarre, Keyboard und Drumset
- Rundfunk (2015–18) für neun Synthesizer

### Orchesterwerke
- Keilschrift (2005–2006) für Orchester
- Obst (2006) für Orchester
- Altbau (2008) für Orchester
- Markt (2009) für Orchester, Auftragswerk der Jungen Deutschen Philharmonie
- Welt (2012) für Streichorchester, Auftragswerk der Musica Viva
- Filz (2014) für Bratsche und Kammerorchester
- Ich kann mich an nichts erinnern (2005-15) für Chor, Orgel und Orchester
- Torf (2016) für Orchester
- FETT (2018) für Orchester, Auftragswerk des Philharmonischen Orchesters Helsinki, der Los Angeles Philharmonic Association, der Musica Viva und Gustavo Dudamel[7]